# ...Нисамнезнамкакосамосновнушколузавршио
...Нисамнезнамкакосамосновнушколузавршио је EP састава Заклана чељад објављен 2003. године.
Чланови бенда потписани су као Гасмаска (вокал), Др Сепаратор (гитара), Мајло (бас), Вазопресор (бубањ) и Др Трепанатор (помоћни вокал). CD је издат у тиражу од 30 примерака. Песме Дробићу ти кичму, Мика упао у шамотну пећ и Панонски говнар пропраћене су спотовима.